# آزادراه ام۲۷۱
آزادراه ام۲۷۱ (به انگلیسی: M271 motorway) یک آزادراه در کشور انگلستان است.
این آزادراه که از شهر توتون و الینگ شروع میشود، ۴.۸ کیلومتر (۳ مایل) مسافت دارد و در آپتون به پایان میرسد.